# Hyde Park Corner (stanice metra v Londýně)
Hyde Park Corner je stanice londýnského metra, otevřená 15. prosince roku 1906. Nachází se na lince :

- Piccadilly Line mezi stanicemi Knightsbridge a Green Park. Ročně tato stanice odbaví cca 5,8 milionu cestujících.